# 森ほさち
森 ほさち（もり ほさち、1974年8月16日 - ）は、日本の元女優。元宝塚歌劇団花組トップ娘役。
大阪府堺市、羽衣学園出身。身長163cm。血液型A型。愛称は「ほさち」。宝塚歌劇団時代の芸名は千 ほさち（せん ほさち）。

## 来歴
1992年、宝塚音楽学校入学。
1994年、宝塚歌劇団に80期生として入団。花組公演「ブラック・ジャック／火の鳥」で千ほさちとして初舞台。
1995年、組まわりを経て月組に配属。華やかな容姿で早くから注目を集め、同年の「結末のかなた」でバウホール公演初ヒロイン。続く「ハードボイルド・エッグ」で新人公演初ヒロイン。その後も3度に渡って新人公演ヒロインを務める。
1996年11月5日付で花組へ組替えとなり、11月29日付で花組トップ娘役に就任。真矢みきの2人目の相手役として、「失われた楽園／サザンクロス・レビュー」でトップコンビ大劇場お披露目。
1998年10月5日、「SPEAKEASY／スナイパー」東京公演千秋楽をもって、宝塚歌劇団を真矢と同時退団。
退団後はスペースクラフト所属となり、森ほさちと改名して芸能活動を再開。
2015年3月31日付でスペースクラフトを退社し、芸能活動を引退したことを発表した。

## 宝塚歌劇団時代の主な舞台

### 初舞台
- 1994年3 - 5月、花組『ブラック・ジャック 危険な賭け』『火の鳥』（宝塚大劇場のみ）

### 組まわり
- 1994年6 - 11月、月組『エールの残照』『TAKARAZUKA・オーレ!』

### 月組時代
- 1995年1月、雪組『アリア 夢唄』（ドラマシティ）
- 1995年4 - 5月、『結末のかなた』（バウホール） - 大鳥不二子 バウ初ヒロイン[4]
- 1995年6月、『ハードボイルド・エッグ』 - 新人公演：ローズマリー（本役：麻乃佳世）『EXOTICA!』（東京宝塚劇場のみ） 新人公演初ヒロイン[5]
- 1995年8 - 12月、『ME AND MY GIRL』 - 新人公演：サリー・スミス（本役：麻乃佳世） 新人公演ヒロイン[注釈 1][5]
- 1996年1 - 2月、『訪問者』（バウホール・日本青年館） - おせん／パトリシア 東上初ヒロイン
- 1996年3 - 5月、『CAN-CAN』 - クロディーヌ、新人公演：ラ・モム・ピスタッシュ（本役：風花舞）『マンハッタン不夜城』（宝塚大劇場） 新人公演ヒロイン[8]
- 1996年5 - 6月、『結末のかなた』（日本青年館・愛知厚生年金会館） - 大鳥不二子 東上ヒロイン[4]
- 1996年7月、『CAN-CAN』 - クロディーヌ、新人公演：ラ・モム・ピスタッシュ（本役：風花舞）『マンハッタン不夜城』（東京宝塚劇場）
- 1996年9 - 11月、『チェーザレ・ボルジア』 - サンチャ『プレスティージュ』（宝塚大劇場のみ）

### 花組トップ娘役時代
- 1996年12 - 1997年1月、『RYOMA』（ドラマシティ）  - お竜 トップお披露目公演[9]
- 1997年2 - 3月、『失われた楽園』 - リア・モンテス『サザンクロス・レビュー』（宝塚大劇場） 大劇場トップお披露目公演[6]
- 1997年4 - 5月、『風と共に去りぬ』（全国ツアー） - スカーレットII
- 1997年6月、『失われた楽園』 - リア・モンテス『サザンクロス・レビュー』（東京宝塚劇場）
- 1997年8 - 9月、『ザッツ・レビュー』（宝塚大劇場） - 仙 初エトワール
- 1997年10 - 11月、『ブルー・スワン』（バウホール・日本青年館・愛知県芸術劇場） - サンドラ
- 1997年12月、『ザッツ・レビュー』（東京宝塚劇場） - 仙
- 1998年2月、『ザッツ・レビュー』（中日劇場） - 仙
- 1998年3月、『ヴェロニック』（バウホール） - エレーヌ・ド・ソランジュ／ヴェロニック
- 1998年5 - 6月、『SPEAKEASY』 - ポーリー・ピーチャム『スナイパー』（宝塚大劇場） 退団公演[7]
- 1998年7月、『ヴェロニック』（日本青年館） - エレーヌ・ド・ソランジュ／ヴェロニック
- 1998年8 - 10月、『SPEAKEASY』 - ポーリー・ピーチャム『スナイパー』（1000days劇場）

### 出演イベント
- 1994年、真琴つばさディナーショー『Dreamin' of Nights』
- 1995年、汐風幸ディナーショー『A FAIRY TIME』
- 1995年9月、'95TCAスペシャル『マニフィーク・タカラヅカ』
- 1995年11月、宝塚狂言の会『茂山忠三郎レッスン発表会』
- 1996年5月、'96TCAスペシャル『メロディーズ・アンド・メモリーズ』
- 1997年5月、'97TCAスペシャル『ザ・祭典』
- 1997年10月、第38回『宝塚舞踊会』
- 1997年12月、『アデュー東京宝塚劇場』
- 1998年5月、'98TCAスペシャル『タカラジェンヌ!』

## 宝塚歌劇団退団後の主な活動

### 舞台
- 1999 シアターコクーン『かもめ』 ニーナ役
- 2001 シアタートラム他『あいだの島』
- 2003 赤羽会館 『ストリッパー物語』 ストリッパー役
- 2003 青山円形劇場『奥様お手をどうぞ』
- 2003 『熱海殺人事件 モンテカルロイリュージョン・愛の重量挙げ編』 水野朋子/山口アイコ（二役）
- 2003 シアタートラム他 『現代能楽集I AOI』 葵役
- 2004 『平壌から来た女刑事』
- 2004 ル・テアトル銀座『ナイル殺人事件 (1978年の映画)』 資産家令嬢・ケイ役
- 2005 新宿SPACE 107 『GAKUYA』 主演 小野いずみ役
- 2006 新国立劇場中ホール 『ANGEL GATE ～春の予感～』天使の見習いチカ役
- 2006 銀座・博品館劇場 他 『花嫁付添い人の秘密』 ナオミ・バートレット役
- 2007 国立劇場小劇場 『えにしの会』 長唄・君が代松竹梅 梅
- 2009 サンシャイン劇場 『宋家の三姉妹』 蔣介石夫人、宋美齢役
- 2010 御園座/博多座 『松平健 主演 忠臣蔵～大石内蔵助～』マツケンサンバのバックダンサー役
- 2011 上野ストアハウス 『Gross und Klein 大/小』女役
- 2012 『ベルナルダ・アルバの家』

### ドラマ
- 2001 TBS『水戸黄門 第30部』第4話 又部弥七郎（藤岡弘）の娘・久枝 役
- 2002 フジテレビ『愛と青春の宝塚』 姿八重役
- 2002 東海テレビ（フジテレビ系）『新・愛の嵐』 男爵令嬢 崇子役
- 2003-2007 テレビ朝日『はぐれ刑事純情派』五十嵐美和刑事 役
- 2004 フジテレビ『ワンダフルライフ』10話～12話 エキストラ
- 2007 WOWOW『宮部みゆき 長い長い殺人』レポーター役
- 2008 9/13 陽炎の辻〜居眠り磐音 江戸双紙〜 お香奈役

### 映画
- 2003 PFF作品『IKKA：一和』エキストラ
- 2004 『恋文日和』 杉原万里子役
- 2010 『COACH〜40歳のフィギュアスケーター〜』エキストラ

## 受賞歴
- 1997年、『宝塚歌劇団年度賞』 - 1996年度努力賞[10]
- 1998年、『宝塚歌劇団年度賞』 - 1997年度優秀賞[11]